# Liste der Präsidenten des Sangiin
Dies ist eine Liste der Präsidenten des Sangiin (jap. 参議院議長, sangiin gichō).
| #  | Präsident          | Fraktion (Faktion) | Beginn der Amtszeit | Ende der Amtszeit              |
| -- | ------------------ | ------------------ | ------------------- | ------------------------------ |
| 01 | Matsudaira Tsuneo  | Ryokufūkai         | 20. Mai 1947        | 14. November 1949 (Tod)        |
| 02 | Satō Naotake       | Ryokufūkai         | 15. November 1949   | 12. Juli 1950                  |
| 03 | Satō Naotake       | Ryokufūkai         | 12. Juli 1950       | 2. Mai 1953                    |
| 04 | Kawai Yahachi      | Ryokufūkai         | 19. Mai 1953        | 3. April 1956 (Rücktritt)      |
| 05 | Matsuno Tsuruhei   | LDP (Yoshida)      | 3. April 1956       | 13. November 1956              |
| 06 | Matsuno Tsuruhei   | LDP (Yoshida)      | 13. November 1956   | 2. Mai 1959                    |
| 07 | Matsuno Tsuruhei   | LDP (Yoshida)      | 23. Juni 1959       | 6. August 1962                 |
| 08 | Shigemune Yūzō     | LDP (Satō)         | 6. August 1962      | 30. Juli 1965                  |
| 09 | Shigemune Yūzō     | LDP (Satō)         | 30. Juli 1965       | 7. Juli 1968                   |
| 10 | Shigemune Yūzō     | LDP (Satō)         | 3. August 1968      | 17. Juli 1971                  |
| 11 | Kōno Kenzō         | LDP (Nakasone)     | 17. Juli 1971       | 26. Juli 1974                  |
| 12 | Kōno Kenzō         | LDP (Nakasone)     | 26. Juli 1974       | 3. Juli 1977                   |
| 13 | Yasui Ken          | LDP (ohne Faktion) | 28. Juli 1977       | 7. Juli 1980                   |
| 14 | Tokunaga Masatoshi | LDP (Tanaka)       | 17. Juli 1980       | 9. Juli 1983                   |
| 15 | Kimura Mutsuo      | LDP (Tanaka)       | 18. Juli 1983       | 22. Juli 1986                  |
| 16 | Fujita Masaaki     | LDP (Miyazawa)     | 22. Juli 1986       | 30. September 1988 (Rücktritt) |
| 17 | Yoshihiko Tsuchiya | LDP (Abe)          | 30. September 1988  | 9. Juli 1989                   |
| 18 | Yoshihiko Tsuchiya | LDP (Abe)          | 7. August 1989      | 4. Oktober 1991 (Rücktritt)    |
| 19 | Osada Yūji         | LDP (Takeshita)    | 4. Oktober 1991     | 9. Juli 1992                   |
| 20 | Hara Bunbē         | LDP (Mitsuzuka)    | 7. August 1992      | 22. Juli 1995                  |
| 21 | Saitō Jūrō         | LDP (Obuchi)       | 4. August 1995      | 25. Juli 1998                  |
| 22 | Saitō Jūrō         | LDP (Obuchi)       | 4. August 1998      | 19. Oktober 2000 (Rücktritt)   |
| 23 | Inoue Yutaka       | LDP (Mori)         | 19. Oktober 2000    | 7. August 2001                 |
| 24 | Inoue Yutaka       | LDP (Mori)         | 7. August 2001      | 22. April 2002 (Rücktritt)     |
| 25 | Kurata Hiroyuki    | LDP (Kamei)        | 22. April 2002      | 30. Juli 2004                  |
| 26 | Ōgi Chikage        | LDP (Nikai)        | 30. Juli 2004       | 28. Juli 2007                  |
| 27 | Eda Satsuki        | DPJ (Kan)          | 7. August 2007      | 25. Juli 2010                  |
| 28 | Nishioka Takeo     | DPJ (Ozawa)        | 30. Juli 2010       | 5. November 2011 (Tod)         |
| 29 | Hirata Kenji       | DPJ (Kawabata)     | 14. November 2011   | 28. Juli 2013                  |
| 30 | Yamazaki Masaaki   | LDP (Machimura)    | 2. August 2013      | 25. Juli 2016                  |
| 31 | Date Chūichi       | LDP (Hosoda)       | 1. Aug. 2016        | 28. Juli 2019                  |
| 32 | Santō Akiko        | LDP (Asō)          | 1. Aug. 2019        | 3. Aug. 2022                   |
| 33 | Otsuji Hidehisa    | LDP (Motegi)       | 3. Aug. 2022        | 11. Nov. 2024 (Rücktritt)      |
| 34 | Sekiguchi Masakazu | LDP (–)            | 11. Nov. 2024       |                                |

Anmerkung: Mit Beginn ihrer Amtszeit geben viele Präsidenten ihre Fraktionszugehörigkeit auf und sind formell fraktionslos. Die Fraktions- und Faktionszugehörigkeiten vor Amtsantritt sind in kursiv dargestellt.